# 罗家桥街道
罗家桥街道，是中华人民共和国湖北省黃石市大冶市下辖的一个街道办事处。

## 行政区划
罗家桥街道下辖以下地区：
罗桥街道社区居委、徐家铺村、港湖村、马家塘村、青松村、大塘周村、十里铺村、金桥村、王家庄村、华井村、下袁村、罗桥村、团垴村、石洪甫村、大林山村、新进村、民爱村、榨桥村、中堰村、新建村、桃花村、吴天铺村、敖山村、鄢畈村、春光村、双港村、官塘村、两塘村和金墩村。